# Шиммельбуш, Курт
Курт Теодор Шиммельбуш (нем. Curt Theodor Schimmelbusch; 16 ноября 1860, Грос-Ногат, Западная Пруссия (ныне территория Польши) — 2 августа 1895, Берлин, Германская империя) — немецкий врач и патолог, изобретатель маски Шиммельбуша для безопасной подачи анестетиков хирургическим больным. Являлся ключевой фигурой в разработке механических методов стерилизации и дезинфекции в хирургической практике, его «Руководство по асептическому лечению ран» (нем. Anleitung zur aseptischen Wundbehandlung) признано основополагающей работой этого направления.

## Работы
- Die Blutplättchen und die Blutgerinnung (неопр.). — Berlin: Druck und Verlag von Georg Reimer, 1885.
- Ueber Thrombose im gerinnungsunfähigen Blute (нем.). — Halle: S. Kaemmerer, 1886.
- Die Thrombose nach Versuchen und Leichenbefunden (with Karl Joseph Eberth) (нем.). — Stuttgart: Enke, 1888.
- Ueber multiples Auftreten primärer Carcinome (каталан.). — 1890.
- Anleitung zur aseptischen Wundbehandlung (неопр.). — Berlin: A. Hirschwald, 1892.
- Das Cystadenom der mamma (неопр.). — Berlin, 1892.
- Über grünen Eiter und die pathogene Bedeutung des Bacillus pyocyaneus (нем.). — Leipzig: Breitkopf & Härtel, 1893.